# عمارة الدنمارك

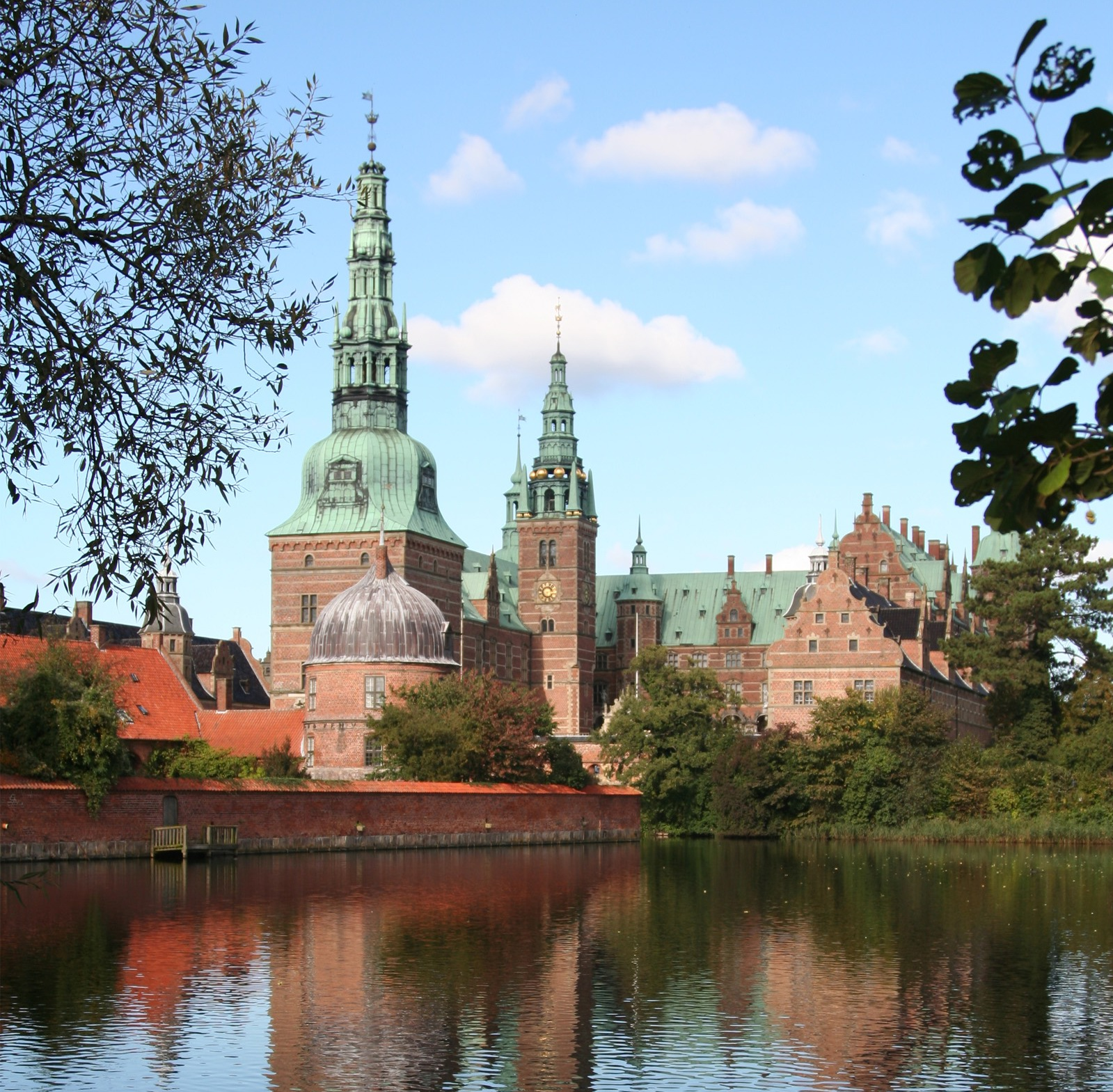

تعود أصول الهندسة المعمارية في الدنمارك إلى فترة الفايكنج التي كانت الاكتشافات الأثرية السبب وراء الكشف عنها. ترسخت العمارة الدنماركية في العصور الوسطى عند ظهور الرومانسيكية الأولى، ثم بنيت الكنائس والكاتدرائيات القوطية في جميع أنحاء البلاد. أصبح الطوب مادة البناء المفضلة في البلاد ليس فقط بالنسبة للكنائس بل للتحصينات والقلاع أيضًا، بسبب توافره مقارنة بالحجر الذي كان من الصعب الحصول عليه خلال هذه الفترة.
ألهمت القلاع الفرنسية والمصممون الهولنديون الذين أُحضروا إلى البلاد بهدف تحسين التحصينات في البلاد، وبناء القلاع والقصور الملكية الرائعة بأسلوب عصر النهضة، كلًا من فريديك الثاني وكريستيان الرابع. في موازاة ذلك، أصبح النمط نصف الخشبي شائعًا في بناء المساكن العادية ضمن بلدات وقرى البلاد جميعها.
أصبح كريستيان الرابع في الفترة الأخيرة من عهده، من أوائل المؤيدين للباروك الذي استمر لفترة طويلة من خلال من المباني المثيرة للإعجاب في كل من العاصمة والمقاطعات. جاءت الكلاسيكية الحديثة في البداية من فرنسا وتبناها المهندسون المعماريون الدنماركيون المحليون شيئًا فشيئًا وشاركوا في تحديد الأسلوب المعماري. اندمجت فترة مثمرة من التاريخانية في الطراز الرومانسي الوطني للقرن التاسع عشر.
لم يدخل المهندسون المعماريون الدنماركيون الساحة العالمية من خلال نظريتهم الوظيفية الناجحة للغاية حتى ستينيات القرن الماضي. تطور هذا بدوره إلى روائع أكثر حداثة على مستوى عالمي مثل دار أوبرا سيدني وجسر ستوربيلت وهذا ما مهد الطريق لمكافأة عدد من المصممين الدنماركيين على تميزهم في الداخل والخارج.

## العصور الوسطى

### عصر الفايكنج
كشفت الحفريات الأثرية في أجزاء مختلفة من الدنمارك عن الطريقة التي عاش بها الفايكنج. يُعد موقع هيديبي من أبرز المواقع، وهي تقع على بعد نحو 45 كم جنوب الحدود الدنماركية بالقرب من بلدة شلسفيغ الألمانية وربما يعود تاريخها إلى نهاية القرن الثامن. تُعتبر منازل هذا الموقع من بين أكثر المساكن تطورًا خلال ذاك العصر. استُخدمت إطارات من خشب البلوط للجدران وربما سُقفت هذه المنازل بالقش.
تمتلك منازل الفايكنج الحلقية مثل تلك الموجودة في تريلبورغ بالقرب من سلاغيلز في جزيرة زيلاند الدنماركية، أشكالًا مختلفة عن بعضها نوعًا ما، وهي تشبه السفينة إذ تنتفخ جدرانها الطويلة نحو الخارج. يتألف كل منزل من قاعة مركزية كبيرة بأبعاد 18 م* 8 م وغرفتين أصغر منها، واحدة في كل نهاية للمنزل. بلغ طول تلك الموجودة في فيركات (نحو 980 ميلادي) في شمال يوتلاند 28.5 متر وعرضها 5 أمتار في نهايتها و7.5 مترًا في المنتصف، وانحنت جدرانها الطويلة نحو الخارج قليلًا.
تتألف الجدران من صفوف مزدوجة من الدعائم مع جسور مرصوصة بينها ومثبتة بشكل أفقي. ربما استُخدمت سلسلة من الدعائم الخارجية المائلة نحو الجدار لدعم المبنى كما تفعل الدعامات.

### الطراز الرومانسيكي
بُنيت كنائس الدنمارك الأولى في القرن التاسع من الخشب ولم ينجو منها أي مثال. بُنيت مئات الكنائس الحجرية على الطراز الروماني في القرنين الثاني عشر والثالث عشر. احتوت هذه الكنائس على صحن ذي سقف مسطح ومذبح ذو نوافذ مدورة صغيرة وأقواس دائرية. اعتُبرت صخور الغرانيت والحجر الجيري مواد البناء المفضلة في بداية الأمر ولكن بعد وصول إنتاج الطوب إلى الدنمارك في منتصف القرن الثاني عشر تحول ليصبح المادة المفضلة. تُعد كنيسة القديس بندت في رينغستد (نحو عام 1170 ميلادي) وكنيسة السيدة العذراء في كالوندبورغ (1200 ميلادي) المتميزة، من أفضل الأمثلة على المباني الرومانسيكية بأبراجها الطويلة الخمسة.
بُنيت كنيسة أوسترلارس المستديرة في جزيرة بورنهولم نحو عام 1150 إضافة إلى ثلاث كنائس أخرى في الجزيرة. يدعم مبنى الكنيسة المكون من ثلاثة طوابق جدار خارجي دائري وعمود مركزي عريض للغاية.
بدأ بناء كاتدرائية لوند في سكانيا نحو عام 1103 عندما كانت المنطقة جزءًا من مملكة الدنمارك. كانت أول الكاتدرائيات الرومانية الدنماركية العظيمة في شكل البازيليكا ثلاثية الممرات مع أجنحة. امتلكت ريب التي أعقبتها كاتدرائيتها العظيمة (1150- 1250) صلات تجارية وثيقة مع منطقة الراين بألمانيا، التي أُخذ عنها كل من المواد مثل الحجر الرملي والتوفا والنماذج المعمارية.